# Генрік Мойсандер
Генрік Мойсандер (фін. Henrik Moisander, нар. 29 вересня 1985, Турку, Фінляндія) — колишній фінський футболіст, що грав на позиції воротаря.

## Ігрова кар'єра

### Клубна
Генрік Мойсандер починав грати у футбол у місті Турку у складі молодіжної команди клубу ТПС. У 2003 році воротар приєднався до молодіжки нідерландського «Аякса». Але в основі амстердамців Генрік не провів жодного матчу і в 2007 році приєднався до шведського клубу «Ассиріска».
Через рік воротар повернувся до ТПС та повноцінним гравцем основи став лише починаючи з 2010 року. Саме тоді також відбувся його дебют на міжнародній арені - за ТПС у матчах Ліги Європи. Ще два сезони Мойсандер провів у клубі «Лахті». Першу гру у «Лахті» футболіст зіграв у квітні 2014 року.
Перед початком сезону 2016 року Мойсандер перейшов до іншого клубу з Турку - «Інтера». 9 квітня 2016 року зіграв перший матч у складі «Інтера» проти своєї колишньої команди «Лахті». Ігрову кар'єру Генрік Мойсандер завершив після закінчення сезону 2021 року.

### Збірна
Генрік Мойсандер провів дві гри у складі національної збірної Фінляндії

## Титули
Інтер (Турку)
 Віце-чемпіон Фінляндії: 2019
 Переможець Кубка Фінляндії: 2017/18

## Особисте життя
Генрік Мойсандер є братом - близнюком фінського футболіста Нікласа Мойсандера.